# Тубеншлак Данило Григорович
Данило Григорович Тубеншлак (1 травня 1937 — 7 жовтня 2018) — радянський і український спортсмен, тренер. Майстер спорту СРСР з боротьби самбо, греко-римської та вільної боротьби, суддя всесоюзної категорії з боротьби, нагороджений знаком «Відмінник фізичної культури і спорту СРСР».

## Біографія
Народився 1 травня (за іншими даними 2 лютого) 1937 року в селі Мурафа Шаргородського району Вінницької області Української РСР в єврейській родині.
Під час німецько-радянської війни потрапив з матір'ю у вінницьке гетто, залишилися живі. Після війни, в 1946 році, його сім'я переїхала в Чернівці. В юності займався різними видами спорту — легкою атлетикою, футболом, волейболом. Його тренером з волейболу був Юрій Андрійович Шиманський, Данило грав за збірну області і був капітаном команди. Потім почав займатися легкою атлетикою і був чемпіоном області серед юнаків зі стрибків у висоту і довжину, потрійному стрибку, штовханні ядра і метанні молота. Потім він зайнявся боротьбою і в 1959 році виступав за збірну команду області. Дебютував в цьому ж році і став срібним призером чемпіонату України, навіть не знаючи до пуття всіх правил. Займаючись далі боротьбою, він виконав норматив майстра спорту СРСР в трьох видах боротьби греко-римської (1961), вільної (1962) та самбо (1968). Був чемпіоном СРСР з класичної боротьби і самбо; 24-разовий чемпіон республіканської ради ДСТ «Спартак» у чотирьох видах боротьби (класична, вільна, самбо, дзюдо); неодноразовим переможцем і призером республіканських і всесоюзних змагань.
Продовжуючи займатися боротьбою, став працювати тренером в цьому виді спорту. Підготував близько 60 майстрів спорту СРСР, а також майстрів спорту міжнародного класу, які були багаторазовими призерами чемпіонатів України, СРСР і міжнародних змагань. Серед його вихованців — Віктор Король, Марк Бергер (бронзовий призер Олімпіади-1984 в Лос-Анджелесі, живе в Канаді), Дмитро Кінащук і Анатолій Артемчук (нині-професор медицини, живе у Харкові), а також Ольга Ніколайчук — призер чемпіонатів світу та Європи з самбо та переможниця Спартакіади України в дзюдо і самбо.
З 1993 року Данило Тубеншлак проживав у США. Його дружина — Ольга Миколаївна в Чернівцях працювала психіатром, а після навчання в США стала психотерапевтом, доктором наук. Син Олег працює в Нью-Йорку на радіо ведучим музичних програм американського радіо російською мовою.
У Чернівцях проводиться міжнародний турнір з боротьби дзюдо на призи Данила Тубеншлака.